# Пчевское сельское поселение
Пче́вское се́льское поселе́ние — муниципальное образование в составе Киришского района Ленинградской области. Административный центр — деревня Пчева.
С 1 января 2006 года главой поселения являлся Пахомов Николай Константинович, с октября 2009 года — Миронов Владимир Григорьевич, с сентября 2014 года — Платонов Евгений Михайлович. С 2019 года — Лысенков Василий Витальевич. Глава администрации — Левашов Дмитрий Николаевич.

## Географическое положение
Общая площадь — 400,4 км².
Находится в северной части Киришского района.
- Граничит:
  - на севере — с Волховским районом
  - на востоке и юге — с Пчёвжинским сельским поселением
  - на юго-западе — с Киришским городским поселением
  - на западе — с Глажевским сельским поселением

По территории поселения проходят автодороги:
- 41К-022 (Кириши — Городище — Волхов)
- 41К-549 (Пчева — Дубняги)

Расстояние от административного центра поселения до районного центра — 15 км.
По западной границе поселения протекает река Волхов, по территории поселения протекает река Чёрная. Больша́я часть территории поселения заболочена.

## История
В 1922 году в составе Глажевской волости Новоладожского уезда был образован Пчевский сельсовет.
1 августа 1927 года Пчевский сельсовет вошёл в состав Андреевского района Ленинградской области.
22 июня 1954 года в состав Пчевского сельсовета вошли Городищенский и Мысловский сельсоветы.
В начале 1970-х годов в состав Пчевского сельсовета включен упразднённый Мотоховский сельсовет.
18 января 1994 года постановлением главы администрации Ленинградской области № 10 «Об изменениях административно-территориального устройства районов Ленинградской области» Пчевский сельсовет, также как и все другие сельсоветы области, был преобразован в Пчевскую волость.
1 января 2006 года в соответствии с областным законом № 49-оз от 1 сентября 2004 года «Об установлении границ и наделении соответствующим статусом муниципального образования Киришский муниципальный район и муниципальных образований в его составе» было образовано Пчевское сельское поселение, в которое вошла территория бывшей Пчевской волости.

## Население
| 2006  | 2010  | 2011  | 2012  | 2013  | 2014  | 2015  |
| ----- | ----- | ----- | ----- | ----- | ----- | ----- |
| 1600  | ↘1420 | ↗1468 | ↗1534 | ↗1585 | ↗1590 | ↘1588 |
| 2016  | 2017  | 2018  | 2019  | 2020  | 2021  | 2023  |
| ↘1555 | ↘1545 | ↘1521 | ↘1497 | ↘1449 | ↘1382 | ↘1350 |
| 2024  | 2025  |       |       |       |       |       |
| ↘1320 | ↘1308 |       |       |       |       |       |

## Состав сельского поселения
На территории поселения находятся 9 населённых пунктов — 9 деревень:
| № | Населённый пункт | Тип населённого пункта          | Население    |
| - | ---------------- | ------------------------------- | ------------ |
| 1 | Витка            | деревня                         | ↘12 (2017)   |
| 2 | Городище         | деревня                         | ↗211 (2017)  |
| 3 | Дубняги          | деревня                         | ↘5 (2017)    |
| 4 | Дуняково         | деревня                         | ↗24 (2017)   |
| 5 | Иконово          | деревня                         | ↘23 (2017)   |
| 6 | Мотохово         | деревня                         | ↗128 (2017)  |
| 7 | Новинка          | деревня                         | ↘6 (2017)    |
| 8 | Пчева            | деревня, административный центр | ↗1048 (2017) |
| 9 | Чирково          | деревня                         | ↘105 (2017)  |

## Достопримечательности
На левом берегу реки Волхов, у деревни Городище Пчевского СП, на невысоком мысу, с напольной стороны укреплённом расплывшимся валом, находится городище «Городище» — один из летописных «градов» новгородских словен.